# Dangaléat
Le dangaléat est une  langue tchadique parlée au Tchad, dans les départements de l'Abtouyour et de Guéra, entre Bitkine et Mongo.

## Classification
Le dangaléat fait partie des langues tchadiques orientales. Les langues tchadiques sont une des branches de la famille afro-asiatique.
Selon Fédry, les différences sont importantes entre le dangaléat de l'Ouest et celui de l'Est, notamment dans leur tonologie. Ainsi la langue est nommée dâŋlà à l'Ouest mais dàŋla à l'Est.
En 1954, Marius Baar, durant une de ses missions en Afrique, à Korbo, s'efforça de codifier par écrit la langue dangaléat.

## Écriture
| a | b | ɓ | c | d | ɗ | e | g | h | i | j | k | l | m | n | ŋ | n̰ | o | p | r | s | t | u | w | y | ƴ | z |

Le n tilde souscrit ‹ n̰ › est aussi utilisé.

## Phonologie
Les tableaux présentent l'inventaire phonémique du dangaléat: les voyelles et les consonnes

### Voyelles
|            |            | Antérieures   | Centrales     | Postérieures  |
| Fermées    | Fermées    | i [i] ii [iː] |               | u [u] uu [uː] |
| Mi-fermées | Mi-fermées | e [e] ee [eː] |               | o [o] oo [oː] |
| Ouvertes   | Ouvertes   |               | a [a] aa [aː] |               |

Le dangaléat de l'Ouest possède en plus les voyelles [ɛ] et [ɔ], ainsi que les longues équivalentes. Ces phonèmes sont absents dans le parler de l'Est.

### Consonnes
|               |               | Labiales | Dentales | Alv.-palat. | Palatales | Vélaires |
| Occlusives    | sourdes       | p [p]    | t [t]    |             | ty [tʲ]   | k [k]    |
| Occlusives    | sonores       | b [b]    | d [d]    |             | dy [dʲ]   | g [g]    |
| Occlusives    | implosives    | ɓ [ɓ]    | ɗ [ɗ]    |             | ɗy [ɗʲ]   |          |
| Fricatives    | sourdes       |          |          | s [s]       |           |          |
| Fricatives    | sonores       |          |          | z [z]       |           |          |
| Nasales       | Nasales       | m [m]    | n [n]    |             | ny [nʲ]   |          |
| Liquides      | Liquides      |          |          | l [l]       |           |          |
| Roulées       | Roulées       |          | r [r]    |             |           |          |
| Semi-voyelles | Semi-voyelles | w [w]    |          |             | y [j]     |          |

Certains villages dangaléat de l'Est ont un phonème supplémentaire, la rétroflexe [ɽ], qui contraste avec [r].

### Une langue tonale
Le dangaléat est une langue à tons. Cependant, le nombre de tons est différent entre les variétés Est et Ouest de la langue. À l'ouest, on trouve deux tons et des tons modulés. À l'est le dangaléat a trois tons qui sont : un ton haut, un ton moyen et un ton bas.